# Schubert fürdő

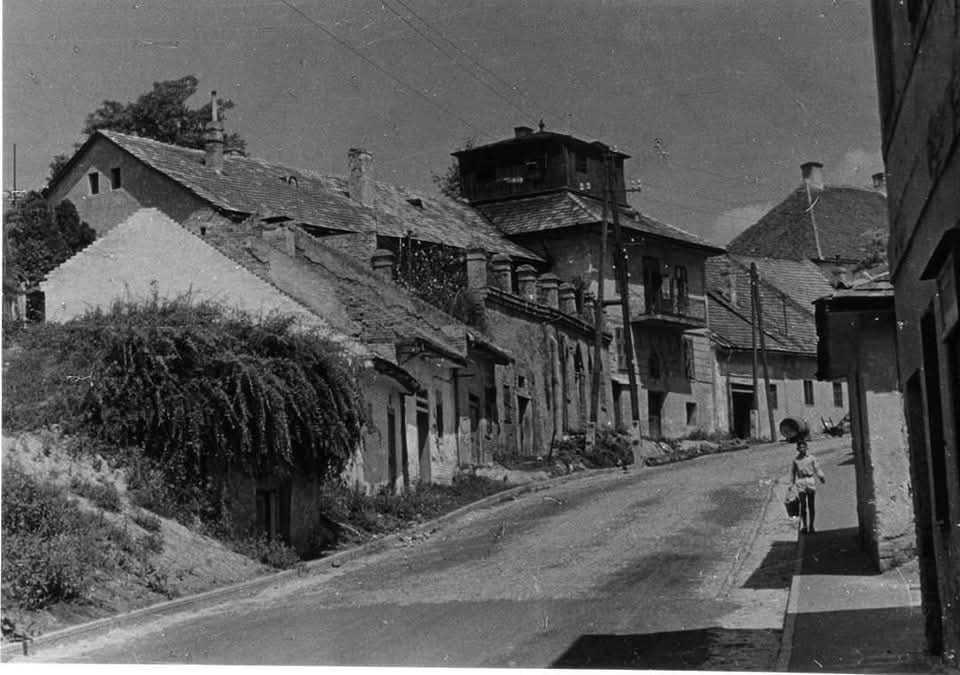
Schubert fürdő, 1960-as évek (Tóth Iván felvétele)

A korabeli sajtóban csak "Schubert-féle gőzfürdő"-ként hivatkozott egykori épület Szekszárdon, a mai Fürdőház utca 14-es szám alatt található. Az épület a város egyik nevezetessége, helyi védelem alatt áll.
A város első hagyományos gőzfürdője volt. 1854 körül épülhetett fel. Alapítója és névadó tulajdonosa Schubert János német származású borbély és seborvos volt. Ezt később továbbvitte fia, Ifj. Schubert János. Az ifjabb János Bécsben szerzett orvosi diplomát, majd a helyi Ferenc közkórházban dolgozott alorvosként, így ő nem tudott eleget foglalkozni a fürdővel, ezért apja halála után az intézmény működtetését apjának özvegye vitte tovább. Ő azonban túl nagynak ítélte az érdeklődést és az elvárásokat az épület kapacitásaihoz mérten.
Az épületben a fürdő mellett pincék, és több lakás is volt.
Az épület funkciójához illeszkedő homlokzati megjelenés hitelességét jelzi, hogy még a mai szekszárdiak is „törökfürdőként" emlegetik az épületet, pedig valójában az épület az elsősorban gyógyító és higiéniai szempontokat érvényre juttató orosz gőzfürdő volt.
A fürdőház kedvező elhelyezkedése miatt nagy sikernek örvendett. A vendégek kiszolgálását szélesíthette a Schubert János által 1855-ben nyitott kávéház is, figyelembe véve, hogy a városban ekkortájt a nagyvendéglőt és a kaszinó vendéglőjét kivéve jobbára csak kocsmák voltak, ez a vendégek számára vonzóerővel bírhatott.

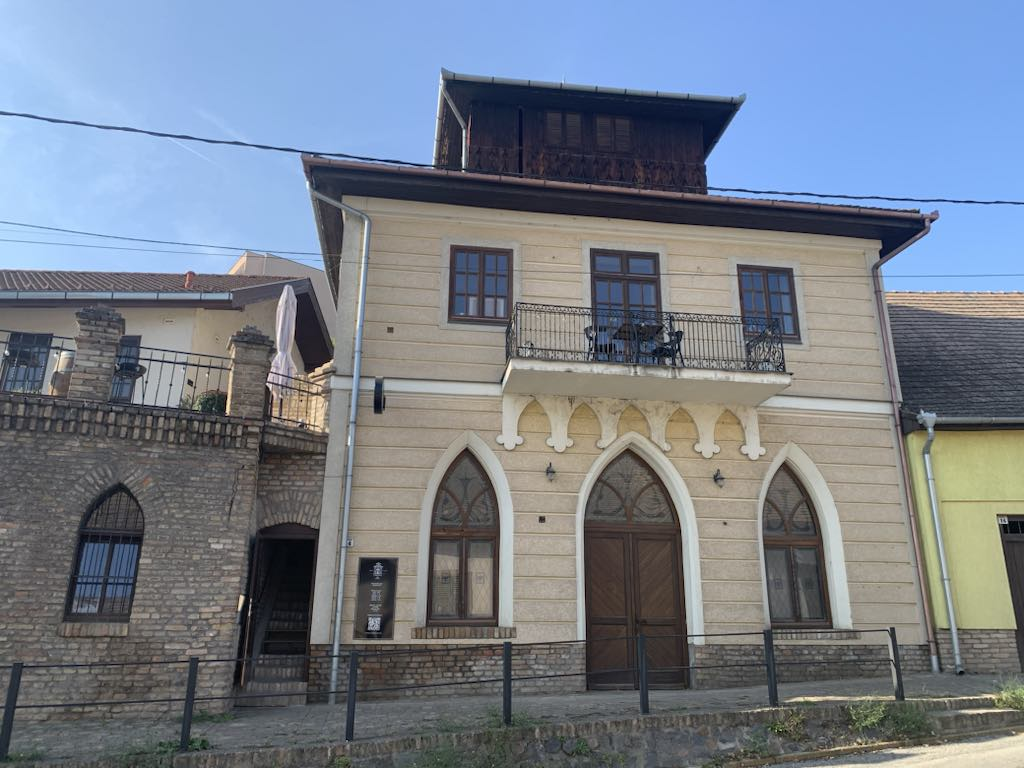
Az épület homlokzata

Ebben a korszakban az eleinte gyógyászati és higiéniai jelleg mellett egyre inkább teret nyertek rekreációs szempontok is. A fürdőt 1877. május 9-én az egyik oldalfal leomlása miatt Stann Jakab községbíró bezáratta. 1890-ben elárverezték, ám 1892-ben az Ifj. Schubert visszavásárolta, és tett még egy kísérletet üzemeltetésére. 1902-ben a Hádinger Adolf féle fürdő megnyitásával párhuzamosan azonban végleg bezárt.
Ma felújított állapotban megtekinthető: "Fürdőház x Zsufa" néven olasz Pizzázó, valamint a Szekszárdi bormúzeum üzemel benne.